# Volume 3: Set Coordinates for the White Dwarf!!!
Volume 3: Set Coordinates for the White Dwarf!!! is de derde Desert Sessions-mini-lp. Het kwam uit in 1998 en is opgenomen in de studio Rancho de la Luna. Het nummer "Avon" is opnieuw opgenomen door de band Queens of the Stone Age voor hun debuutalbum. 

## Tracklist en Sessiemuzikanten

### Kant A
A:1. "Nova" - 3:24 
- (prototype) Drum: Alfredo Hernández
- Basgitaar: Ben Shepherd
- Gitaar: John (The Evil) McBain
- Gitaar: Josh Homme
- Gitaar: Pete Stahl

A:2. "At the Helm Of Hell's Ships" - 4:04 door de band Earthlings?
- Gitaar: Dave Catching
- Basgitaar, Drum: Fred Drake
- zang: Pete Stahl

### Kant B
B:1. "Avon" - 3:24
- Drum: Alfredo Hernández
- Basgitaar: Ben Shepherd
- Gitaar: John Paul McBain
- Gitaar en Zang: Josh Homme

B:2. "Sugar Rush" - 4:18 door de band Earthlings?
- Visie zanglijnen: Musharitas
- Basgitaar: Dave Catching
- Drum: Fred Drake
- zang en meer: Pete Stahl

## Sessiemuzikanten
- Josh Homme: zang, gitaar, keyboard, basgitaar en percussie
- John McBain: gitaar, keyboard
- Fred Drake: gitaar, keyboard, drum en percussie
- Dave Catching: gitaar, basgitaar, synthesizer en percussie
- Ben Shepherd: Bass, Guitar
- Alfredo Hernández: drum, percussie
- Pete Stahl: zang